# تيرن 10 ستوديوز
تيرن 10 ستوديوز (بالإنجليزية: Turn 10 Studios)‏ هي شركة أمريكية مطورة لألعاب الفيديو، تأسست عام 2001 ومقرها ريدموند، واشنطن. تقوم بتطوير سلسلة فورزا موتورسبورت (Forza Motorsport).

## الألعاب
- فورزا موتورسبورت 7 — إكس بوكس ون 2017
- فورزا هورايزن 3 — إكس بوكس ون 2016
- فورزا موتورسبورت 6 — إكس بوكس ون (2015)
- «فورزا هورايزن 2» _ اكس بوكس ون _ اكس بوكس 360 (2014)
- «فورزا موتورسبورت 5» _ اكس بوكس ون (2013)
- «فورزا هورايزن»-اكس بوكس 360 (2012)
- فورزا موتورسبورت 4 — إكس بوكس 360 (2011)
- فورزا موتورسبورت 3 — إكس بوكس 360 (2009)
- فورزا موتورسبورت 2 — إكس بوكس 360 (2007)
- فورزا موتورسبورت — إكس بوكس (2005)

## وصلات خارجية
- تيرن 10 ستوديوز على موقع ميوزك برينز (الإنجليزية)
- الصفحة الرئيسية للعبة فورزا موتورسبورت